# 엄마의 선택
《엄마의 선택》은 2014년 10월 12일에 SBS에서 방영된 2부작 특집드라마이다.

## 등장 인물

### 주요 인물
- 오현경 : 진소영 역
- 지은성 : 오진욱 역 (아역 : 신태양, 남우현)
- 전노민 : 오승일 역
- 류화영 : 서현아 역
- 이얼 : 서창석 역

### 그 외 인물
- 서정연 : 도은정 역
- 신영진 : 서미순 역
- 조윤우 : 김경준 역
- 이시은 : 김경준 모 역
- 최대훈 : 윤용석 변호사 역
- 정욱 : 조수중 변호사 역
- 이무생 : 문형사 역
- 반민정 : 작가 1 역
- 한봄 : 작가 2 역
- 고명환 : 사채업자 1 역
- 신동수 : 사채업자 2 역
- 안세하 : 도박꾼 1 역
- 오정환 : 도박꾼 2 역
- 김종혁 : 바카라 도박꾼 1 역
- 조흰돌 : 바카라 도박꾼 2 역
- 조승연 : 최검사 역
- 천담휘 : 장준영 PD 역
- 정혜성 : 민지 역
- 김경희 : 산부인과의사 역
- 배성재 : 남자 아나운서 역
- 윤현진 : 여자 아나운서 역
- 박찬환 : 진소영의 판결 담당판사 역

## 수상 경력
- 2014년 SBS 연기대상 단막, 특집극 부문 특별 연기상 (오현경)